# فردموند مالک
فردموند مالک (انگلیسی: Fredmund Malik؛ زادهٔ ۱ سپتامبر ۱۹۴۴) اقتصاددان، و استاد دانشگاه اهل اتریش است.